# Liso (Fuencalderas)
Liso es un despoblado aragonés en el término de Fuencalderas en el actual municipio de Biel en la comarca de Cinco Villas (provincia de Zaragoza).

## Geografía
El antiguo pueblo de Liso está situado al pie de la sierra de Santo Domingo (42° 23' 23.41" N, 0° 51' 51.38" El), tras un paso natural que cruza esta sierra hacia el norte con dirección a Salinas de Jaca y Villalangua.

## Historia
Según Agustín Ubieto Arteta, la primera cita del pueblo es del siglo XVI, recogida en la obra de Antonio Duran Godiol Geografía medieval de los obispados de Jaca y Huesca (Huesca, 1962), que documenta las variantes Liso y Eliso.

El pueblo quedó despoblado en el siglo XVI, bajando sus habitantes a vivir en el cercano pueblo de Fuencalderas establecido en el siglo XIV.

## Monumentos
Todavía queda en pie restos de la antigua iglesia de San Miguel de Liso, de estilo románico del siglo XII, así como una torre desfensiva. Parte de sus materiales ha sido empleada en la construcción de una ermita más muderna.